# Dillenia insularum
Dillenia insularum är en tvåhjärtbladig växtart som beskrevs av Hoogl. Dillenia insularum ingår i släktet Dillenia och familjen Dilleniaceae. Inga underarter finns listade i Catalogue of Life.